# Charles Leadbeater (Trendforscher)

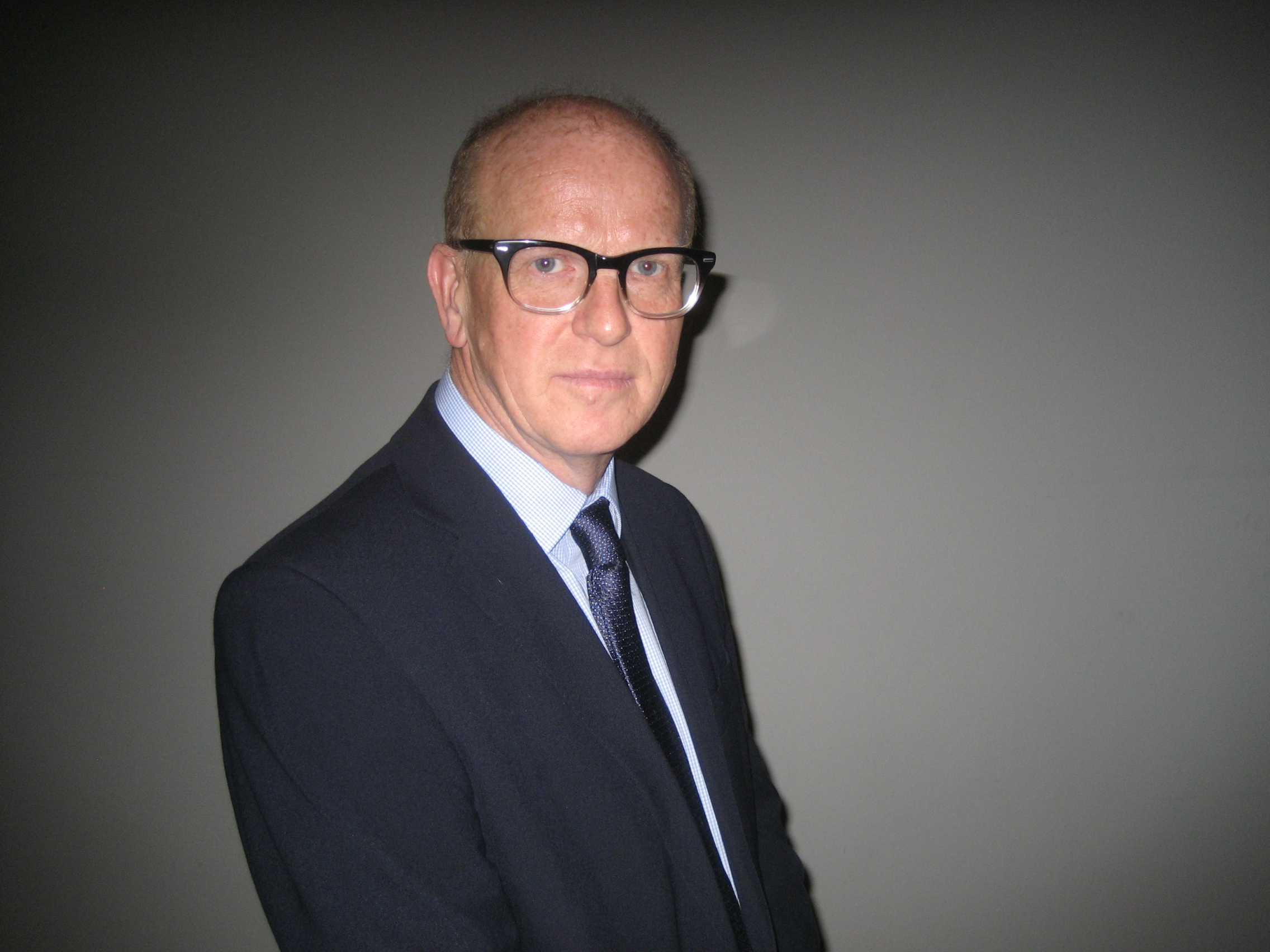
Charles Leadbeater (Kapstadt, 2014)

Charles Leadbeater ist ein britischer Trendforscher und Berater der britischen Regierung im Bereich kreative Wirtschaft.
Leadbeater studierte Politik, Philosophie und Wirtschaft am Balliol College, Oxford.
Er arbeitete u. a. für TV-am, Weekend World, Marxism Today, Financial Times, The Independent und Bridget Jones's Diary.
1999 wurde ihm der David Watt Prize verliehen.